# Osiriaca aurea
Osiriaca aurea là một loài bướm đêm trong họ Crambidae.